# باول موران
باول موران (بالإنجليزية: Paul Moran)‏ (23 مايو 1968 في المملكة المتحدة - ) هو لاعب كرة قدم بريطاني في مركز الهجوم. لعب مع بوريهام وود إف سي وتوتنهام هوتسبير وليستر سيتي ونادي بورتسموث ونادي بيتربورو يونايتد ونادي ساوثيند يونايتد ونيوكاسل يونايتد ونادي إِنفيلد ‏ وHertford Town F.C. ‏.

## وصلات خارجية
- باول موران على موقع قاعدة بيانات كرة القدم.إي يو (الإنجليزية)
- باول موران على موقع Soccerbase.com (لاعب) (الإنجليزية)
- باول موران على موقع عالم كرة القدم.نت (الإنجليزية)